# Символи Такамацу

## Символи міста
Емблема Такамацу — стилізований ієрогліф 高 (така), узятий у ромб з 4-х соснових двоголкових листків. Стиль написання ієрогліфа повторює знак прапорів флоту Такамацу-хану. Емблема була затверджена префектурною постановою у червні 1894 року.
|                 |
| Прапор Такамацу |

Прапор Акіти — полотнище бузкового кольору, сторони якого співвідносяться як 2 до 3. В центрі полотнища розміщена емблема міста білого кольору.